# تلسکوپ پرتو ایکس

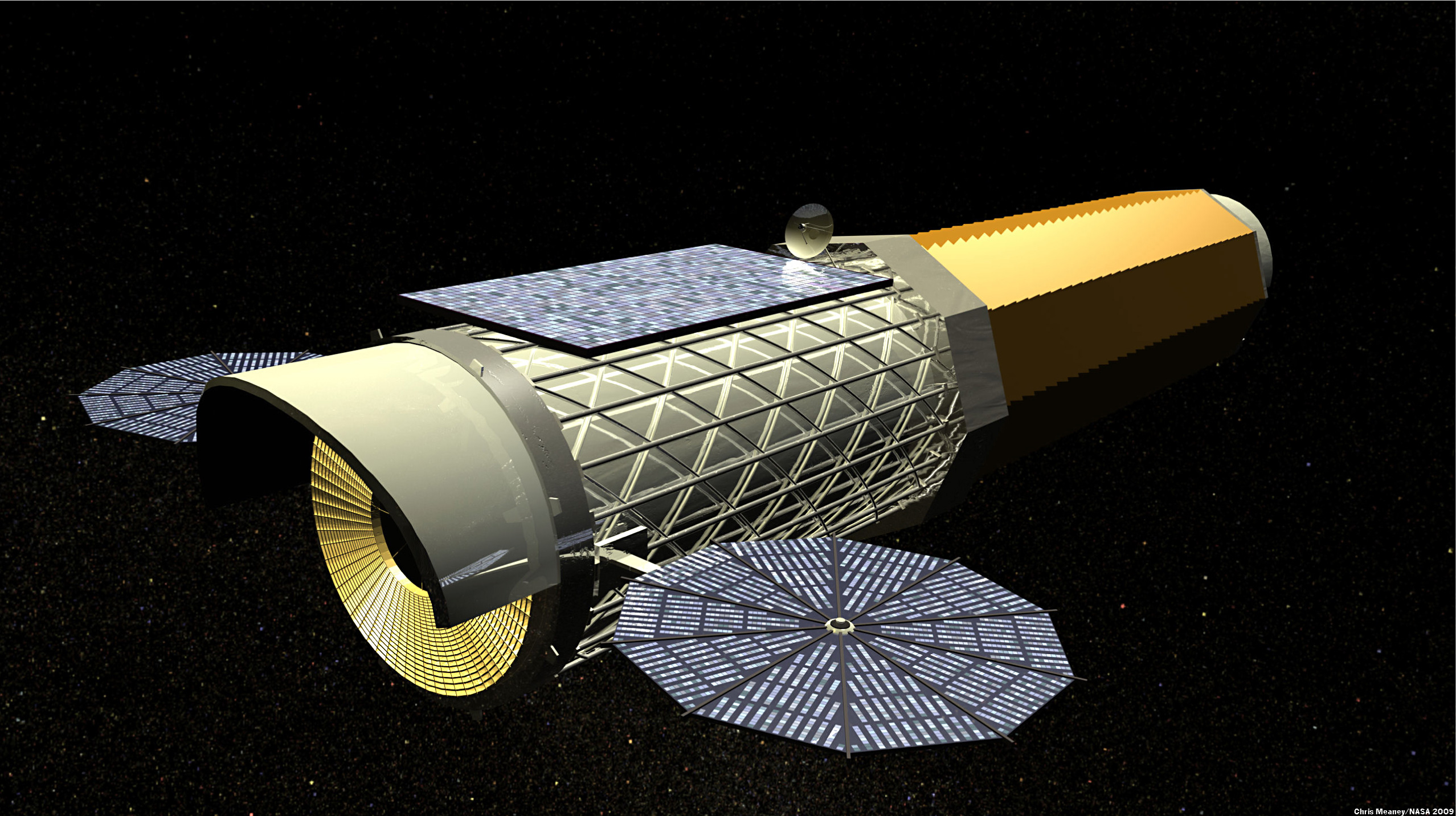
رصدخانه بین‌المللی پرتو ایکس (انگاشت هنری)

تلسکوپ پرتو ایکس (XRT) تلسکوپی است که برای مشاهدهٔ اشیاء از راه دور در طیف پرتو ایکس طراحی شده‌است. از آنجا که اتمسفر زمین برای پرتوهای ایکس محیطی مات و کدر است، لازم است که تلسکوپ‌های پرتو ایکس در ارتفاع بالا، بر روی بالون‌ها، موشک‌ها یا ماهواره‌های مصنوعی نصب شوند.
قسمت‌های اصلی این تلسکوپ را پردازش نور (تمرکز یا برخورد) تشکیل می‌دهد؛ که پرتوهای ورودی به تلسکوپ، و ردیاب؛ که اندازه‌گیر پرتو است را، جمع‌آوری می‌کند. انواع گوناگونی از طرح‌ها و فناوری‌های مختلف در این قسمت‌ها استفاده شده‌است.
بسیاری از تلسکوپ‌های موجود در ماهواره‌ها از چندین نسخه ردیاب یا آمیخته‌ای از سیستم‌های مختلف ردیاب تلسکوپ تشکیل شده‌اند که قابلیت‌های آن‌ها توانایی یکدیگر را، یا قسمت‌های ثابت یا جداشدنی دیگر را، افزایش داده یا تکمیل می‌کند (مانند فیلترها، طیف‌سنج‌ها) که بر کارایی‌های این ابزار می‌افزاید.